# Esomus malabaricus
Esomus malabaricus — вид коропоподібних риб родини Данієві (Danionidae).

## Поширення
Вид є ендеміком штату Керала в Індії. Зустрічається в ставках та струмках.

## Опис
Риба завдовжки до 12,5 см.